# Herichthys pantostictus
Herichthys pantostictus és una espècie de peix de la família dels cíclids i de l'ordre dels perciformes.

## Morfologia
- Els mascles poden assolir 12,6 cm de longitud total.[1][2]

## Hàbitat
Viu en zones de clima tropical entre 17 °C-28 °C de temperatura.

## Distribució geogràfica
Es troba a Amèrica: des del riu Sabinas fins a la Laguna Tamiahua (nord de Mèxic).